# Февей
«Февей» ― опера Василия Пашкевича по либретто императрицы Екатерины II.
Императрица Екатерина II активно занималась литературной деятельностью и написала девять либретто к опере. Среди них была и «Сказка о Царевиче Февее». Императрица попросила Василия Пашкевича, русского композитора польского происхождения, написать музыку к этому либретто.
«Февей» является первым примером русской сказочной оперы, жанр которой расцвел в XIX веке. Сюжет оперы довольно абсурден, сама она является наставлением для наследника российского трона. Целью оперы было развеселить публику, потому что люди, которые радуются, незлобливы ― так считала императрица.
Премьера состоялась 30 апреля [19 апреля по старому стилю] 1786 года в Большом каменном театре в Санкт-Петербурге, через три дня оперу представили в Эрмитажном театре. Постановка вызывала всеобщее восхищение.
Хотя исследователи отмечают, что в целом либретто было полно драматургических нелепостей, что и послужило причиной его нежизнеспособности в будущем, хотя в нём были свои музыкальные находок и отдельных ярких сцен. Постановки спектаклей при дворе отличались большой роскошью. Один из современников писал об опере «Февей» так: «Я никогда не видел зрелища более разнообразного и более великолепного, на сцене было свыше пятисот человек! Однако в зрительном зале… нас всех вместе взятых было менее пятидесяти зрителей: настолько непокладиста императрица в отношении доступа в свой Эрмитаж».